# Symmachia cleonyma
Symmachia cleonyma är en fjärilsart som beskrevs av William Chapman Hewitson 1870. Symmachia cleonyma ingår i släktet Symmachia och familjen Riodinidae. Inga underarter finns listade i Catalogue of Life.